# Хилдеберт II
Хилдеберт II (на немски: Childebert II; * 6 април 570; † между 2 и 28 март 596) е крал на Франкското кралство през 575 – 596 г. от династията Меровинги в Австразия и в Бургундия от 592 – 596 г.

## Живот
Хилдеберт е единственият син на крал Сигиберт I и Брунхилда, дъщеря на вестготския крал Атанагилд и Госвинта и сестра на по-късно убитата Галсвинта († 567). Баща му е син на крал Хлотар I и Ингунда. Хилдеберт е брат на Хлодосвинта († сл. 589) и на Ингунда, която се омъжва за Херменегилд, големият син на Леовигилд (крал на вестготите 569 – 586).
В края на 548 г. баща му е убит в поход против полубрат му Хилперих I. Тогава петгодишният Хилдеберт е с майка си в Париж, който баща му завладял малко преди това. Хилперих I завладява Париж и Брунхилда е затворена. Хилдеберт е спасен от верния на баща му Гундовалд (Гундоалд) и заведен в Австразия. Гундовалд свиква народно събрание, което е също и събрание на войската, и го издига за крал на 25 декември 575 г.
През 577 г. Брунхилда успява да избяга от затвора и поема важна роля в двора на нейния син. Същата година Хилдеберт е осиновен от чичо му Гунтрам I (крал на Бургундия), понеже неговите четирима сина са умрели, и определен за негов наследник.
На 28 ноември 587 г. Гунтрам, Хилдеберт и Брунхилда сключват договор в Анделот, който уточнява точно границите и отношенията между кралствата Австразия и Орлеан (Бургундия).
Хилдеберт II наследява след смъртта на Гунтрам (28 март 592) Кралство Бургундия и на 29 март 592 г. поема там управлението.
Хилдеберт е съюзен с източноримския император Тиберий II и неговия наследник Маврикий против лангобардите. Източните римляни плащали за съюза. Хилдеберт предприема няколко похода против лангобардите в Италия, между тях един през ранното лято 584 г. През 591 г. Хилдеберт сключва мир с лангобардите, който е купен от тях със задължението на годишни трибутни плащания.
Хилдеберт умира ненадейно на 26 години между 2 и 28 март 596 г. Майка му Брунихилда поема регентството на двамата му сина.

## Фамилия
Хилдеберт вероятно е женен два пъти. През 585/586 г. той се жени за Фалеба, която се разбирала със свекърва си Брунихилда. Деца:
- Теодеберт II (* 585; † 612), крал на Австразия (596 – 612)
- Теодорих II (* 587; † 613), крал на Тюрингия
- Теодила (* 588/590), която през 613 г. заедно с баба си Брунихилда попада в ръцете на Хлотар II, сина на Хилперих I.